# جيروم لوروا
جيروم لوروا (بالفرنسية: Jérôme Leroy)‏ هو ملحن فرنسي، ولد في 2 سبتمبر 1981 في باريس في فرنسا.

## وصلات خارجية
- جيروم لوروا على موقع IMDb (الإنجليزية)
- جيروم لوروا على موقع ميوزك برينز (الإنجليزية)
- جيروم لوروا على موقع أول موفي (الإنجليزية)
- جيروم لوروا على موقع أول ميوزيك (الإنجليزية)
- جيروم لوروا على موقع ديسكوغز (الإنجليزية)
- جيروم لوروا على موقع قاعدة بيانات الفيلم (الإنجليزية)
- جيروم لوروا على موقع كينوبويسك (الروسية)